# Con Blatsis
Constantinos "Con" Blatsis (6 de julho de 1977) é um ex-futebolista profissional australiano que atuava como defensor.

## Carreira
Con Blatsis representou a Seleção Australiana de Futebol, nas Olimpíadas de 2000 que atuou em casa. 